# Mario Di Maio
Mario Di Maio (Roma, 19 novembre 1928) è un partigiano, antifascista e poeta italiano.

## Biografia
Figlio di un antifascista e partigiano attivo contro il regime già a partire dal 1922, e per questo spesso preso di mira dai fascisti, anche a seguito del suo rifiuto di iscriversi al partito fascista, Mario Di Maio nacque a Roma, nel quartiere di San Lorenzo.
Fu testimone diretto del bombardamento del quartiere del 19 maggio 1943. Ai tempi del bombardamento, Di Maio si trovava nel carcere minorile di San Lorenzo, a via dei Reti, in quanto aveva picchiato il figlio di un fascista, e riuscì a fuggirne proprio durante i bombardamenti, saltando dal secondo piano dell'edificio e mettendo in salvo un bambino rimasto ferito durante il bombardamento.
Unitosi alla formazione partigiana Bandiera Rossa con il nome di battaglia di "Er Nanetto", prese parte alla battaglia di Porta San Paolo durante l'occupazione tedesca di Roma e si recò in seguito a combattere in Abruzzo.
Fu al centro di alcune polemiche nei confronti della giunta di Virginia Raggi, prima quando il 19 luglio 2016 gli fu negata la parola durante una commemorazione del bombardamento di San Lorenzo, e in seguito quando il 23 aprile 2018 fu invitato presso la sala consiliare del Municipio XI per un convegno sulla Resistenza, ma all'evento non era presente pubblico. 
Ancora a marzo 2022 è l'ultimo partigiano rimasto in vita del quartiere San Lorenzo.
Partecipa periodicamente ad iniziative di testimonianza sulla Resistenza nelle scuole e nella città, da ultimo presso la Festa della Resistenza svolta presso il quartiere romano della Garbatella dal 23 al 25 aprile 2023.
Figura molto ammirata dalla comunità del quartiere, si è dedicato anche all'attività di poeta.
Sua nipote è la storica della resistenza Michela Ponzani, che ha frequentemente richiamato l'insegnamento del nonno nell'indirizzarla sin da bambina allo studio di questo periodo storico.